# Taifa Mallorca
Taifa Mallorca var en historisk monarki på Balearerna mellan 1018 och 1203. Det bildades 
År 1018 bildades Taifa Mallorca av Mujahid al-Amiri, monark i Taifa Dénia. 
Ön hade då länge (707-1018) tillhört Kalifatet Cordoba, men i praktiken fungerat som bas för saracenpiraterna, och när Kalifatet Cordoba upplöstes i taifastater erövrade en av dessa Mallorca. 
Det första Taifa Mallorca upplöstes på 1110-talet då det första attackerades av ett kristet korståg och sedan erövrades av almoravidna.
Den andra Taifa Mallorca (1147-1203) bildades av almoravidernas guvernör på Mallorca, Muhammad ibn Ali ibn Yusuf. År 1203 erövrades det av almohaderna och var sedan en almohadisk provins fram till erövringen av Aragonien och bildandet av kungariket Mallorca (1229-1349).